# Mycena californiensis
Mycena californiensis  es un hongo Saprotrofia, de la familia de Mycenaceae. Es una especie común y abundante en los bosques de robles de la costa de California.

## Características
Se alimenta de las hojas caídas y las bellotas de diferentes tipos de robles, se caracteriza por su color marrón, tonos rojizos en el sombrero, este tiene la forma acampanada y con la madures se aplanan, miden hasta 2 centímetros de diámetro, sus tallos son huecos y miden hasta 13 centímetros de largo. Se considera al Mycena elegantula como sinónimo del Mycena californiensis.